# L'aventura de la diadema de berils
L'aventura de la diadema de berils (anglès: The Adventure of the Beryl Coronet) , una de les 56 històries breus de Sherlock Holmes escrites per Sir Arthur Conan Doyle, és l'onzena de les dotze històries recopilades a Les aventures de Sherlock Holmes. La història es va publicar per primera vegada a The Strand Magazine el maig de 1892.

## Trama

Una corona d'un comte britànic

Un banquer de Streatham anomenat Mr. Alexander Holder fa un préstec de 50.000 lliures (equivalent a aproximadament 6,95 milions de lliures el 2023) a un client d'un dels "noms més alts, nobles i exaltats d'Anglaterra", implica que seria membre de la família reial britànica i, per tant, fill de la reina Victòria i hereu al tron. El client deixa com a garantia la corona de beril, descrita com una de les " possessions públiques més precioses de l'imperi". Sent que la caixa forta personal del seu banc és insuficient per protegir una joia tan rara i valuosa, se la porta a casa i la guarda al vestidor. No obstant això, ell i la seva neboda Mary més tard troben el seu fill Arthur sostenint la corona, aparentment intentant doblegar-la, amb tres berils que li falten. Un Holder en pànic busca ajuda en Sherlock Holmes.
Malgrat les proves condemnadores contra Arthur, que es nega a declarar, Holmes no està convençut. Amb l'amenaça de que la reputació de Holder es embruti i un escàndol nacional pesant molt en la seva ment, Holmes determina que Arthur no podria haver trencat la corona pel seu compte sense fer soroll, nota petjades a la neu fora de la casa de Holder i considera que els servents de Holder, Mary, i l'amic descarat d'Arthur, Sir George Burnwell, com a possibles sospitosos.
Finalment, Holmes conclou que Burnwell és un criminal notori que va conspirar amb Mary, sense saber la seva identitat real, per robar la corona. L'Arthur va atrapar la parella en l'acte i va trencar la corona mentre intentava recuperar-la de Burnwell abans de prendre la culpa de Mary per amor per ella. Tot i que Burnwell i Mary escapen de la justícia, Holmes està convençut que rebran el seu càstig a temps. Més tard, torna a comprar els berils desapareguts d'un perista a la qual els va vendre Burnwell, rep una compensació de Holder i li diu que es disculpi amb Arthur per suposar que ell era el lladre.

## Història de la publicació
"The Adventure of the Beryl Coronet" es va publicar per primera vegada al Regne Unit a The Strand Magazine el maig de 1892, i als Estats Units a l'edició nord-americana de The Strand el juny de 1892. La història es va publicar amb nou il·lustracions de Sidney Paget a The Strand Magazine. Es va incloure a la col·lecció de contes Les aventures de Sherlock Holmes, que es va publicar l'octubre de 1892.

## Adaptacions

### Cinema i televisió
El curtmetratge de 1912 The Beryl Coronet es va estrenar a la sèrie de pel·lícules Éclair amb Georges Tréville com Sherlock Holmes.
La història es va dramatitzar com un curtmetratge mut de 1921 com a part de la sèrie de pel·lícules Stoll protagonitzada per Eille Norwood com Holmes.
La història va ser adaptada per a un episodi de la sèrie de televisió de 1965 Sherlock Holmes amb Douglas Wilmer com Holmes, Nigel Stock com Watson, Leonard Sachs com Holder i Suzan Farmer com Mary. També va comptar amb David Burke com Sir George Burnwell. Burke més tard interpretaria a Watson al costat de Jeremy Brett a les dues primeres temporades de Les aventures de Sherlock Holmes.
Un episodi de 2001 de la sèrie de televisió animada Sherlock Holmes al segle XXII , titulat "L'aventura del tauler de Beryl", es va basar en la història.
La història es va utilitzar en part a l' episodi d'Elementary 'How the Sausage Is Made.'

### Ràdio
Edith Meiser va adaptar la història com a episodi de la sèrie de ràdio The Adventures of Sherlock Holmes que es va emetre el 28 de gener de 1932, amb Richard Gordon com Sherlock Holmes i Leigh Lovell com el Dr Watson. Altres episodis adaptats de la història es van emetre el 24 de març de 1935 (amb Louis Hector com a Holmes i Lovell com a Watson) i el 26 de setembre de 1936 (amb Gordon com a Holmes i Harry West com a Watson) .
Una dramatització de "The Beryl Coronet" es va emetre al BBC Light Program el 30 de juny de 1959, com a part de la sèrie de ràdio 1952–1969 protagonitzada per Carleton Hobbs com Holmes i Norman Shelley com Watson. El repartiment també incloïa  Frederick Treves com Arthur Holder i Ronald Baddiley com Roberts. Va ser adaptat per Michael Hardwick.
"The Adventure of the Beryl Coronet" es va dramatitzar com un episodi de 1977 de la sèrie CBS Radio Mystery Theater amb Kevin McCarthy com Sherlock Holmes i Court Benson com el Dr. Watson.
La història va ser adaptada per Vincent McInerney per a BBC Radio 4 el 1991 com a episodi de la sèrie de ràdio 1989-1998 protagonitzada per Clive Merrison com Holmes i Michael Williams com Watson. Va comptar amb Anthony Newlands com a Holder, Angus Wright com Arthur, Petra Markham com Mary i Timothy Carlton (el pare de Benedict Cumberbatch, un altre Sherlock famós) com Sir George Burnwell.
Un episodi de 2010 de la sèrie de ràdio The Classic Adventures of Sherlock Holmes va ser adaptat de la història, amb  John Patrick Lowrie com a Holmes i Lawrence Albert com a Watson.
Radio Mirchi Bangla va adaptar aquesta història per a la seva sèrie Sunday Suspense el 12 de setembre de 2021. Mir va interpretar Sherlock Holmes i Deep va al paper del Dr. Watson.

### Literatura
La novel·la The Further Adventures of Sherlock Holmes: The Improbable Prisoner de Stuart Douglas és una subtil "seqüela" d'aquesta història.